# إميلي راثو
إميلي راثو (بالسويدية: Emilie Rathou)، عند الولادة إميلي غوستافسون (من 8 مايو 1862 حتى 12 أكتوبر 1948) صحفية سويدية ورئيسة تحرير في جريدة ومسؤولة مُنتخبة، ناشطة في مجال حقوق المرأة والاعتدال في المشروبات الكحولية، وأول امرأة في السويد تطالب بحقوق المرأة في الاقتراع في خطاب عام في اليوم العالمي للعمال عام 1891، ومؤسّسة الفرع السويدي للاتحاد النسائي للاعتدال المسيحي.

## حياتها
ولدت ماريا ساندستروم في مقاطعة بليكينج في السويد، وهي ابنة رجل الأعمال ألبرت غوستافسون وآنة سفنسدوتر، لم تتزوج أبدًا لكنها غيّرت لقبها إلى إميلي راثو في عام 1882، درست وعملت معلّمة في كالمار، مارست مهنة التعليم خلال الفترة بين 1882 و1885، وكانت المتحدثة باسم المنظمة الدولية لفرسان المعبد في الفترة بين 1885 حتى 1900، وهي صاحبة ورئيسة تحرير صحيفة دالماسين Dalmasen من عام 1890 حتى 1895.

## الاعتدال
أسست فرع أوسترمالم للاتحاد النسائي للاعتدال المسيحي الذي عُرف باسم فيتا بانديت (الشريط الأبيض) في عام 1900، وشغلت منصب رئيسته من عام 1900 حتى 1935، وشغلت أيضًا منصب نائبة رئيسة اتحاد الاعتدال الوطني السويدي خلال عامَي 1902 و1203، وقد كان فرع أوسترمالم أول فرع سويدي للاتحاد النسائي للاعتدال المسيحي، وقد أُسّست أول جمعية نسائية سويدية للاعتدال في عام 1897، لكن عندها لم تكن تابعة رسميًا للاتحاد النسائي للاعتدال المسيحي الدولي، ولذلك تُعد راثو المؤسّسة الفعليّة لفرع الاتحاد في السويد، كما أنها نظّمت الفروع المحلية في جميع أنحاء السويد، وخلال عامي 1911 و1912 كانت عضوًا في لجنة الاعتدال الحكومية.

## حقوق المرأة
اعتبرت إيميلي راثو أن الكحول وقمع النساء أمران مرتبطان، وارتبط عملها في المطالبة بالمساواة بين الجنسين بنشاطها في حركة الاعتدال، فقد دعمت فكرة المساواة بين الجنسين، وحرّضت ضد الظلم الاجتماعي والمعايير الجنسية المزدوجة.
أصبحت إميلي من خلال جولاتها كمتحدثة باسم اتحاد الاعتدال أول امرأة سويدية تتحدث علنًا عن أهمية تطبيق حقوق المرأة في الاقتراع، وذلك قبل أكثر من عشر سنوات من تأسيس الرابطة الوطنية لحقوق المرأة في الاقتراع، وفي العام 1891 كانت أول امرأة سويدية تفعل الشيء نفسه في العاصمة ستوكهولم.
في عام 1893 كانت ممثلة للحزب الاجتماعي الديمقراطي السويدي، وبذلك كانت الأنثى الوحيدة المُنتخبة للبرلمان السويدي، وهو جمعية أُسّست في ستوكهولم (من 1893 حتى 1996) للمطالبة بالحقوق الاقتراعية لكل المستحقين، وكانت سياسيًا في البداية ضمن حركة الطبقة العاملة الاشتراكية الديمقراطية، وأسّست في عام 1892 نادي Stockhemms allmänna kvinnoklubb التابع للحزب الاشتراكي الديمقراطي، الذي سرعان ما انضمت له العديد من النساء الاشتراكيات الديمقراطيات مثل ألينا ياجريشتيت، وكاتا دالستروم، وآنا ستيركي، وآنا ليندهاغن، وأماندا هورني.
وكانت معروفة بكونها راديكالية ولذلك لم تشارك مطلقًا في الحركة النسوية المُنظمة، التي انتقدتها بأن نساء الطبقة العليا يهيمنّ عليها، وأنها لا تعمل على قضايا المرأة في الطبقة العاملة، واتهمتها بعدم اعترافها بأهمية القضايا النسوية، ولذلك نشرت آراءها النسوية من خلال حركة الاعتدال.

## الجوائز
حصلت على الميدالية الملكية السويدية في عام 1918.